# Glattfelder Béla
Glattfelder Béla (Budapest, 1967. május 4. –) magyar politikus, a Fidesz tagja és az Európai Parlament képviselője 2004 és 2014 között.

## Pályafutása
Az esztergomi Ferences Gimnáziumban érettségizett. 1992-ben agrármérnöki végzettséget szerzett a Gödöllői Agrártudományi Egyetemen. 2000-ben címzetes főiskolai tanár lett a Szolnoki Gazdasági Főiskolán.
1988-ban lépett be a Fideszbe. 1990-től 2004-ig országgyűlési képviselő volt; az első szabadon választott Országgyűlésbe a legfiatalabb képviselőként jutott be. 2000–2002 között a Gazdasági Minisztérium politikai államtitkára volt, ezt követően 2004-ig az Országgyűlés Mezőgazdasági és Vidékfejlesztési Bizottságának alelnöke.
2004-ben választották európai parlamenti képviselővé. Tagja volt az EP Nemzetközi Kereskedelmi Bizottságának, póttagja a Mezőgazdasági és Vidékfejlesztési Bizottságnak, helyettesítő tagja a Halászati Bizottságnak, valamint tagja az EU-Mercosur Közös Parlamenti Bizottságnak és az EU-Oroszország Közös Parlamenti Bizottságnak.

## Művei
- A GATT mezőgazdasági egyezményének hatása az importvédelemre, különös tekintettel a pótvámokra; Agrárgazdasági Kutató és Informatikai Intézet, Bp., 1994
- Importszabályozási lehetőségeink az Európai Unióhoz való csatlakozásunkig; szerk. Glattfelder Béla, Ráki Zoltán, Guba Mária; AKII, Bp., 1997 (Agrárgazdasági tanulmányok)